# NRJ Music Award du site internet musical
 (janvier 2023).
Si vous disposez d'ouvrages ou d'articles de référence ou si vous connaissez des sites web de qualité traitant du thème abordé ici, merci de compléter l'article en donnant les références utiles à sa vérifiabilité et en les liant à la section « Notes et références ».
 (janvier 2023).
Le prix du Site Internet musical est une récompense musicale décernée lors des NRJ Music Awards.

## Palmarès
| Année | Artiste        |
| ----- | -------------- |
| 2000  | Jamiroquai     |
| 2001  | Alizée         |
| 2002  | Garou          |
| 2003  | Jennifer Lopez |
| 2004  | Kyo            |